# Itarissa crassa
Itarissa crassa är en insektsart som först beskrevs av Rehn, J.A.G. 1917.  Itarissa crassa ingår i släktet Itarissa och familjen vårtbitare. Inga underarter finns listade i Catalogue of Life.